# Völkergefängnis
Völkergefängnis ist ein politisches Schlagwort, das eng sowohl mit der Geschichte des Heiligen Römischen Reiches als auch des politischen Gefängnisses Špilberk im heutigen Brünn verbunden ist. Es wurde Mitte des 19. Jahrhunderts unter dem Einfluss des Buches „Rußland im Jahre 1839“ („La Russie en 1839“) des französischen Schriftstellers und Reisenden Astolphe de Custine popularisiert, das die nationale Politik des Russischen Reiches beschreibt.
Die Wendung ist derzeit in Russland eng mit der Vorstellung des Russischen Reiches als rückständigem autoritärem Staat verbunden. Der Begriff wurde auch auf andere multinationale Reiche übertragen, die den Wunsch ihrer Völker nach Selbstbestimmung unterdrückt haben (Österreich-Ungarn, das Osmanische Reich und andere).

## Herkunft und Verwendung

### 19. Jahrhundert

#### Die Entstehung des Ausdrucks

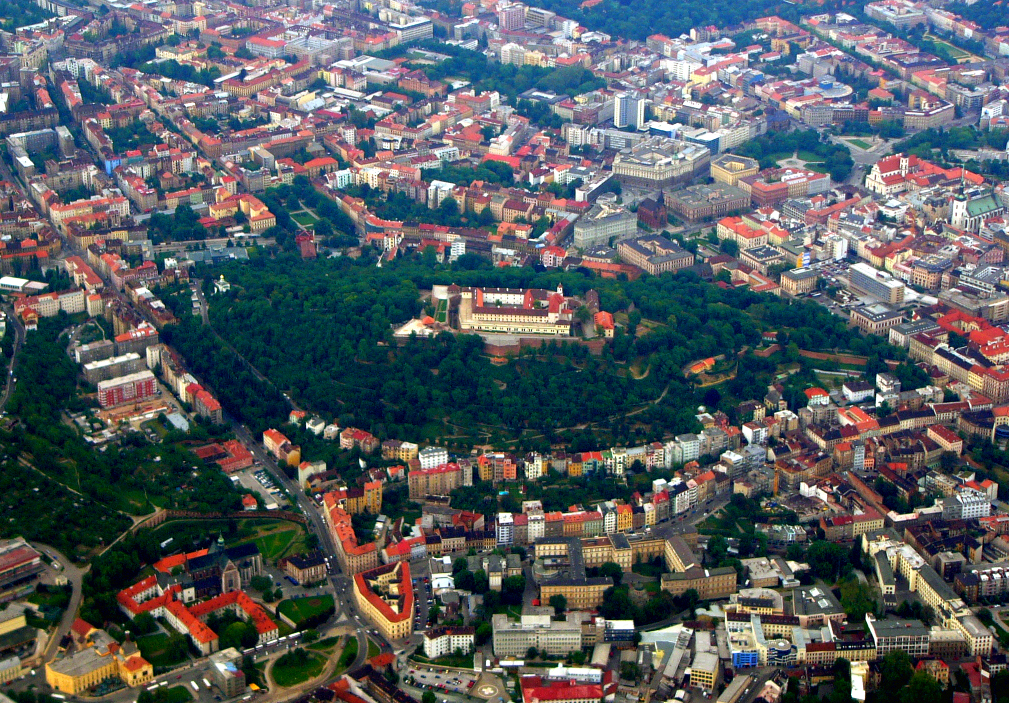
„Völkerkerker“ aus der Vogelperspektive

Die Geschichte des Ausdrucks „Völkergefängnis“ ist mit dem Heiligen Römischen Reich verbunden, dessen Herrscher Joseph II 1783 beschloss, ein besonderes Gefängnis für gefährliche Kriminelle, Rebellen und politische Gegner der Habsburgermonarchie zu errichten. Zu diesem Zweck wurden die Lagerkasematten der Festung Špilberk im heutigen Brünn, dem Verwaltungszentrum Mährens, in Gefängniszellen umgewandelt. In dem so geschaffenen politischen Gefängnis herrschten besonders schwierige Bedingungen für die Gefangenen, weshalb es oft als Strafzelle (italienisch: carcere duro) bezeichnet wurde. Nach einer Pause durch die Napoleonischen Kriege wurde die Festung 1820 vollständig in ein riesiges Zivilgefängnis umgewandelt.

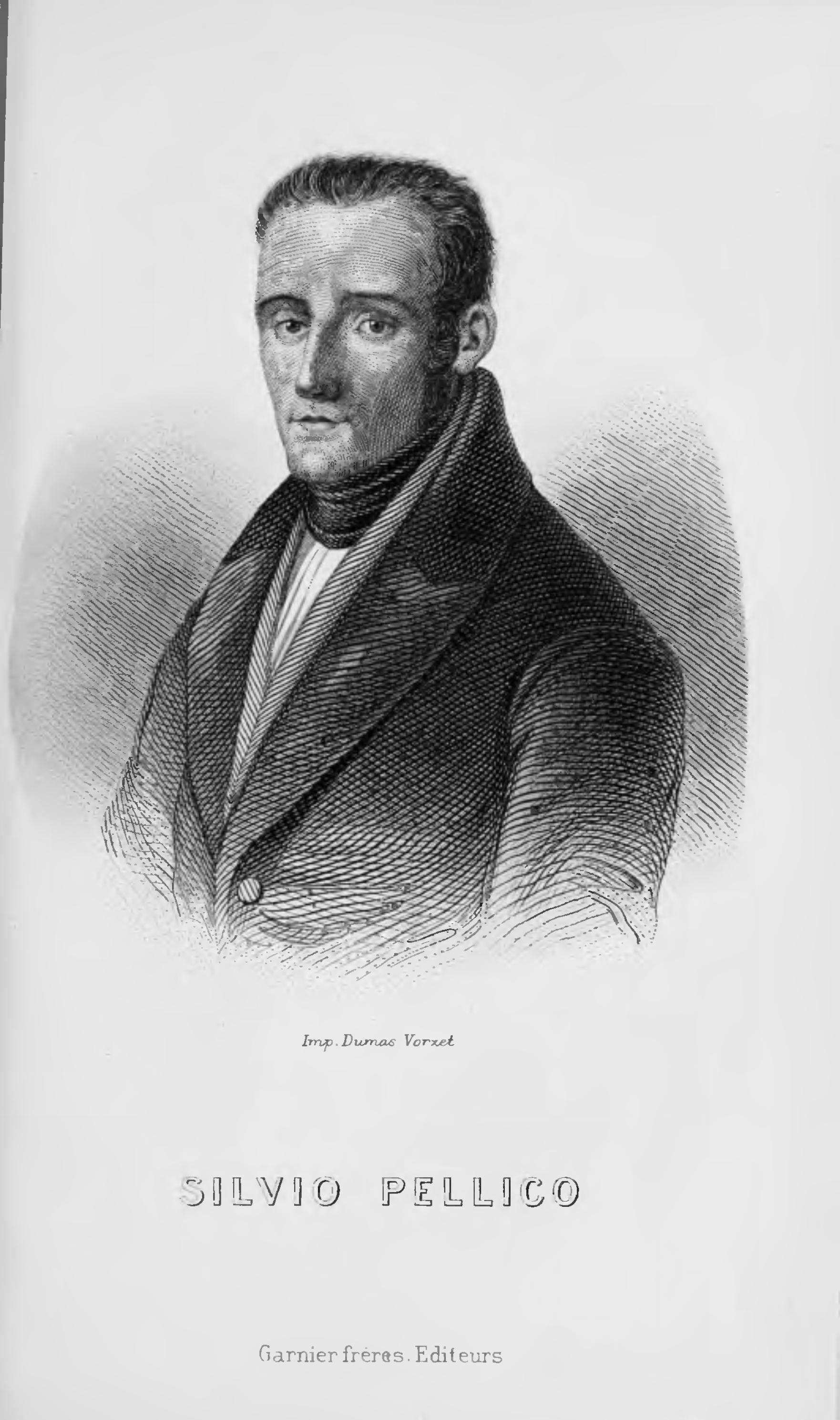
Silvio Pellico

Unter den Gefangenen in Špilberk befanden sich viele Vertreter der revolutionären und nationalen Befreiungsbewegungen der Völker, die sich unter der Herrschaft der Habsburger befanden – ungarische Jakobiner, italienische Carbonari, polnische Rebellen usw. Im Laufe der Zeit erhielt es den Spitznamen „Kerker der Völker“ – „Gefängnis der Nationen“ oder „Strafzelle der Nationen“.
Der italienische Schriftsteller und Dramatiker Silvio Pellico, der aufgrund einer Verurteilung im Fall Carbonari von 1822 bis 1830 in Spielberg festgehalten wurde, berichtete der europäischen Öffentlichkeit über die schrecklichen Bedingungen der Gefangenen in diesem Gefängnis. Im Jahr 1832 veröffentlichte Pellico seine Memoiren unter dem Titel „Meine Gefängnisse“, die bei Lesern auf dem ganzen Kontinent großen Eindruck hinterließen. Der österreichische Außenminister Metternich musste zugeben, dass sich das Erscheinen von Pellicos Buch für das Reich als noch „schwieriger als eine militärische Niederlage“ erwies. Es füge dem Kaisertum Österreich mehr Schaden zu als alle Waffen.
Es war Pellico zu verdanken, aber nicht ohne den Einfluss von Giuseppe Mazzini, dessen Autorität in revolutionären, liberalen und demokratischen Kreisen bedingungslos war, dass dem gesamten Habsburgerreich der Spitzname Völkergefängnis (oder Völkerkerker) (sowohl im deutschen Original als auch in der italienischen Übersetzung als prigioni dei popoli) verliehen wurde. Diese Definition wurde insbesondere von Friedrich Engels in seinen Artikeln während der Revolutionen von 1848–1849 und von deutschen und österreichischen Sozialdemokraten verwendet.

#### Beginn der Nutzung in Bezug auf Russland
Nach der Entstehung und Verwendung des Ausdrucks im Zusammenhang mit dem Habsburgerreich bezeichnete der französische Aristokrat und Schriftsteller Astolphe de Custine, der 1839 auf Einladung von Tsar Nikolaus I. das Russische Reich besuchte, Russland zunächst als „Gefängnis“. Aufgrund seiner politischen Überzeugungen (Konservatismus, Monarchismus und Klerikalismus) wurde er am russischen Hof und in den höchsten Kreisen der russischen Gesellschaft akzeptiert. Doch seine Reisen durch das Land führten dazu, dass sich seine Haltung gegenüber dem herrschenden Tsarenregime in Russland veränderte und kritisch wurde. Seine Reiseberichte, in denen er den despotischen Charakter der Regierung in Russland scharf verurteilte, wurden erstmals 1843 in Paris unter dem Titel „Rußland im Jahre 1839“ („La Russie en 1839“) veröffentlicht und lösten bei der russischen Intelligenz, sowohl bei Westlern als auch bei Slawophilen, heftige Kritik und kontroverse Reaktionen aus.
Astolphe de Custine beschreibt Russland in der Mitte des 19. Jahrhunderts als ein Land der Kontraste, „in dem Ehrfurcht und bissiger Sarkasmus kunstvoll und farbenfroh miteinander verwoben sind“. Unter der allgemeinen Kritik an der russischen Angeberei, der Willkür der Behörden, den Unvollkommenheiten des Justizsystems usw. betont de Custine die wenig beneidenswerte Lage aller Völker unter der Herrschaft des russischen Kaisers, einschließlich der Russen, und die Abwesenheit einer Zivilgesellschaft in Russland. Nur die Zivilgesellschaft zusammen mit der unabhängigen öffentlichen Meinung ist nach Meinung des Autors in der Lage, dem Willen des Monarchen zu widerstehen, der in seiner immensen Macht fast mit den asiatischen Herrschern vergleichbar ist.